# Cincinnati Open 2018
Il Cincinnati Open 2018 (conosciuto anche come Western & Southern Open 2018 per motivi di sponsorizzazione) è stato un torneo di tennis giocato sul cemento. È stato la 117ª edizione del torneo maschile e l'87ª di quello femminile, che fa parte della categoria ATP Tour Masters 1000 nell'ambito dell'ATP World Tour 2018, e della categoria Premier 5 nell'ambito del WTA Tour 2018. Sia il torneo maschile che quello femminile si sono giocati al Lindner Family Tennis Center di Mason, vicino a Cincinnati in Ohio, negli USA, fra il 13 e il 21 agosto 2018.

## Partecipanti ATP

### Teste di serie
| Nazionalità | Giocatore             | Ranking* | Testa di serie** |
| ----------- | --------------------- | -------- | ---------------- |
| Spagna      | Rafael Nadal          | 1        | 1                |
| Svizzera    | Roger Federer         | 2        | 2                |
| Germania    | Alexander Zverev      | 4        | 3                |
| Argentina   | Juan Martín del Potro | 3        | 4                |
| Bulgaria    | Grigor Dimitrov       | 5        | 5                |
| Sudafrica   | Kevin Anderson        | 10       | 6                |
| Croazia     | Marin Čilić           | 7        | 7                |
| Austria     | Dominic Thiem         | 8        | 8                |
| Stati Uniti | John Isner            | 9        | 9                |
| Serbia      | Novak Đoković         | 10       | 10               |
| Belgio      | David Goffin          | 11       | 11               |
| Argentina   | Diego Schwartzman     | 12       | 12               |
| Spagna      | Pablo Carreño Busta   | 13       | 13               |
| Regno Unito | Kyle Edmund           | 16       | 14               |
| Australia   | Nick Kyrgios          | 18       | 15               |
| Francia     | Lucas Pouille         | 17       | 16               |

* Ranking al 13 agosto 2018.
** Teste di serie in base al ranking del 6 agosto 2018.

### Altri partecipanti
I seguenti giocatori hanno ricevuto una wild card per il tabellone principale:
- Mackenzie McDonald
- Andy Murray
- Frances Tiafoe
- Stan Wawrinka

I seguenti giocatori sono passati dalle qualificazioni:

- Marius Copil
- Hubert Hurkacz
- Bradley Klahn
- Denis Kudla
- Dušan Lajović
- Daniil Medvedev
- Michael Mmoh

I seguenti giocatori sono entrati in tabellone come lucky losers:
- Guillermo García López
- Malek Jaziri

### Ritiri
Prima del torneo
- Roberto Bautista Agut → sostituito da  Benoît Paire
- Tomáš Berdych → sostituito da  João Sousa
- Fabio Fognini → sostituito da  Jérémy Chardy
- Gaël Monfils → sostituito da  Márton Fucsovics
- Rafael Nadal → sostituito da  Malek Jaziri
- Dominic Thiem → sostituito da  Guillermo García López

Durante il torneo
- David Goffin

## Partecipanti WTA

### Teste di serie
| Nazionalità | Giocatrice         | Ranking* | Teste di serie |
| ----------- | ------------------ | -------- | -------------- |
| Romania     | Simona Halep       | 1        | 1              |
| Danimarca   | Caroline Wozniacki | 2        | 2              |
| Stati Uniti | Sloane Stephens    | 3        | 3              |
| Germania    | Angelique Kerber   | 4        | 4              |
| Ucraina     | Elina Svitolina    | 5        | 5              |
| Francia     | Caroline Garcia    | 6        | 6              |
| Spagna      | Garbiñe Muguruza   | 7        | 7              |
| Rep. Ceca   | Petra Kvitová      | 8        | 8              |
| Rep. Ceca   | Karolína Plíšková  | 9        | 9              |
| Germania    | Julia Görges       | 10       | 10             |
| Lettonia    | Jeļena Ostapenko   | 11       | 11             |
| Russia      | Dar'ja Kasatkina   | 12       | 12             |
| Stati Uniti | Madison Keys       | 13       | 13             |
| Stati Uniti | Venus Williams     | 14       | 14             |
| Belgio      | Elise Mertens      | 15       | 15             |
| Australia   | Ashleigh Barty     | 16       | 16             |
| Giappone    | Naomi Ōsaka        | 17       | 17             |

* Ranking al 6 agosto 2018.

### Altre partecipanti
Le seguenti giocatrici hanno ricevuto una wild card per il tabellone principale:
- Amanda Anisimova
- Viktoryja Azaranka
- Svetlana Kuznecova
- Bethanie Mattek-Sands
- Markéta Vondroušová

La seguente giocatrice è entrata nel tabellone principale con il ranking protetto:
- Serena Williams

Le seguenti giocatrici sono passate dalle qualificazioni:

- Ana Bogdan
- Alizé Cornet
- Kaia Kanepi
- Allie Kiick
- Viktória Kužmová
- Varvara Lepchenko
- Tatjana Maria
- Petra Martić
- Rebecca Peterson
- Aljaksandra Sasnovič
- Ajla Tomljanović
- Stefanie Vögele

La seguente giocatrice è entrata in tabellone come lucky loser:
- Camila Giorgi

### Ritiri
Prima del torneo
- Mihaela Buzărnescu → sostituita da  Danielle Collins
- Dominika Cibulková → sostituita da  Tímea Babos
- Marija Šarapova → sostituita da  Kateřina Siniaková
- Venus Williams → sostituita da  Camila Giorgi
- Zhang Shuai → sostituita da  Aleksandra Krunić

Durante il torneo
- Julia Görges
- Caroline Wozniacki

## Punti
| Evento              | V    | F   | SF  | QF  | 3T  | 2T | 1T   | Q    | Q2   | Q1   |
| Singolare maschile  | 1000 | 600 | 360 | 180 | 90  | 45 | 10   | 25   | 16   | 0    |
| Doppio maschile     | 1000 | 600 | 360 | 180 | 90  | 0  | N.D. | N.D. | N.D. | N.D. |
| Singolare femminile | 900  | 585 | 350 | 190 | 105 | 60 | 1    | 30   | 20   | 1    |
| Doppio femminile    | 900  | 585 | 350 | 190 | 105 | 5  | N.D. | N.D. | N.D. | N.D. |

## Montepremi
| Evento              | V          | F        | SF       | QF       | 3T      | 2T      | 1T      | Q2     | Q1     |
| Singolare maschile  | $1,020,425 | $500,340 | $251,815 | $128,050 | $66,490 | $35,055 | $18,930 | $4,360 | $2,220 |
| Singolare femminile | $501,975   | $243,920 | $122,190 | $58,185  | $28,030 | $14,360 | $7,745  | $3,150 | $1,905 |
| Doppio maschile     | $316,000   | $154,710 | $77,600  | $39,830  | $20,590 | $10,860 | N.D.    | N.D.   | N.D.   |
| Doppio femminile    | $143,600   | $72,534  | $35,910  | $18,075  | $9,170  | $4,530  | N.D.    | N.D.   | N.D.   |

## Campioni

### Singolare maschile
Novak Đoković ha battuto in finale  Roger Federer con il punteggio di 6–4, 6–4.
- È il settantesimo titolo in carriera per Đoković, il secondo della stagione.

### Singolare femminile
Kiki Bertens ha sconfitto  Simona Halep con il punteggio di 2–6, 7–6(6), 6–2.
- È il sesto titolo in carriera per Bertens, il secondo della stagione.

### Doppio maschile
Jamie Murray /  Bruno Soares hanno battuto  Juan Sebastián Cabal /  Robert Farah con il punteggio di 4–6, 6–3, [10–6].

### Doppio femminile
Lucie Hradecká /  Ekaterina Makarova hanno battuto in finale  Elise Mertens /  Demi Schuurs con il punteggio di 6–2, 7–5.